# حبول القشوة

تعديل مصدري - تعديل

حبول القشوة هي إحدى قرى عزلة القارة بمديرية رصد التابعة لمحافظة أبين، بلغ تعداد سكانها 191 نسمة حسب تعداد اليمن لعام 2004.